# Campeonato Mundial de Piragüismo en Eslalon de 2005
El XXIX Campeonato Mundial de Piragüismo en Eslalon se celebró en Penrith (Australia) entre el 30 de septiembre y el 3 de octubre de 2005 bajo la organización de la Federación Internacional de Piragüismo.
Las competiciones se realizaron en las instalaciones del Penrith Whitewater Stadium.

## Medallistas

### Masculino
| Evento         | Oro | Plata | Bronce |
| -------------- | --- | --- | --- |
| K1 individual  | Fabian Dörfler · Alemania · 201,35 pts.                                                                        | Fabien Lefèvre Francia 204,09 pts.                                                                                            | Peter Cibák · Eslovaquia · 207,25 pts.                                                                    |
| C1 individual  | Robin Bell Australia 209,26                                                                                    | Tony Estanguet Francia 209,47                                                                                                 | Michal Martikán · Eslovaquia · 210,64                                                                     |
| C2 individual  | Christian Bahmann · Michael Senft · Alemania · 224,40                                                          | Milan Kubáň · Marián Olejník · Eslovaquia · 229,02                                                                            | Marcus Becker · Stefan Henze · Alemania · 230,49                                                          |
| K1 por equipos | Julien Billaut Fabien Lefèvre Benoît Peschier Francia 218,49                                                   | Pierpaolo Ferrazzi · Matteo Pontarollo · Daniele Molmenti · Italia · 222,08                                                   | Andrej Nolimal Dejan Kralj Peter Kauzer Eslovenia 223,45                                                  |
| C1 por equipos | Olivier Lalliet Pierre Labarelle Tony Estanguet Francia 229,47                                                 | Nico Bettge · Stefan Pfannmöller · Jan Benzien · Alemania · 229,90                                                            | Tomáš Indruch · Jan Mašek · Stanislav Ježek · República Checa · 235,10                                    |
| C2 por equipos | Alemania · Christian Bahmann / Michael Senft · Kay Simon / Robby Simon · Marcus Becker / Stefan Henze · 248,13 | República Checa · Jaroslav Pospíšil / Jaroslav Pollert · Marek Jiras / Tomáš Máder · Jaroslav Volf / Ondřej Štěpánek · 260,85 | Francia Remy Alonso / Victor Lamy Philippe Quémerais / Yann Le Pennec Cédric Forgit / Martin Braud 963,28 |

### Femenino
| Evento         | Oro                                                                                 | Plata                                                            | Bronce                                                                      |
| -------------- | ----------------------------------------------------------------------------------- | ---------------------------------------------------------------- | --------------------------------------------------------------------------- |
| K1 individual  | Elena Kaliská · Eslovaquia · 219,86 pts.                                            | Mandy Planert · Alemania · 222,69 pts.                           | Peggy Dickens Francia 229,38 pts.                                           |
| K1 por equipos | Irena Pavelková · Marcela Sadilová · Štěpánka Hilgertová · República Checa · 254,37 | Heather Corrie Kimberley Walsh Laura Blakeman Reino Unido 260,57 | Julia Schmid · Corinna Kuhnle · Violetta Oblinger-Peters · Austria · 277,54 |

## Medallero
| Núm. | País            | Oro | Plata | Bronce | Total |
| ---- | --------------- | --- | ----- | ------ | ----- |
| 1    | Alemania        | 3   | 2     | 1      | 6     |
| 2    | Francia         | 2   | 2     | 2      | 6     |
| 3    | Eslovaquia      | 1   | 1     | 2      | 4     |
| 4    | República Checa | 1   | 1     | 1      | 3     |
| 5    | Australia       | 1   | 0     | 0      | 1     |
| 6    | Italia          | 0   | 1     | 0      | 1     |
| 6    | Reino Unido     | 0   | 1     | 0      | 1     |
| 8    | Austria         | 0   | 0     | 1      | 1     |
| 8    | Eslovenia       | 0   | 0     | 1      | 1     |
|      | TOTAL           | 8   | 8     | 8      | 24    |